# Namdong-gu
Namdong-gu es un distrito (municipio) situado en la ciudad metropolitana de Incheon, Corea del Sur. Tiene una población estimada, en abril de 2023, de 501 481 habitantes.
En la localidad están ubicados el Ayuntamiento de Incheon, las principales oficinas de la Agencia de Policía Metropolitana de Incheon, el complejo industrial de Namdong, el Hospital Gil y la Escuela de Medicina Gachon. Hay una gran zona comercial cerca del Ayuntamiento y el Gran Teatro que contiene 3 grandes centros comerciales, muchos restaurantes y bares, y el parque Jung-Ang, de 2.68 kilómetros de largo.

## Divisiones administrativas de Namdong-gu
El distrito consta de 20 divisiones administrativas (dongs).
- Guwol 1 a 4 Dongs
- Ganseok 1 a 4 Dongs
- Mansu 1 a 6 Dongs
- Nonhyeon 1 a 2 Dongs
- Jangsu-Seochang Dong
- Seochang 2 Dong
- Nonhyeon-Gojan Dong
- Namchon-Dorim Dong